# IQIYI
Công ty TNHH Công nghệ iQIYI Bắc Kinh (giản thể: 爱奇艺; Hán-Việt: Ái Kỳ Nghệ), trước đây là QIYI (tiếng Trung: 奇艺), là một nền tảng video trực tuyến thuộc Tập đoàn Baidu, có trụ sở tại Bắc Kinh, Trung Quốc ra mắt ngày 22 tháng 4 năm 2010. iQIYI hiện là một trong những trang web video trực tuyến lớn nhất thế giới, với gần 6 tỷ giờ dành cho dịch vụ của mình mỗi tháng và hơn 500 triệu người dùng hoạt động hàng tháng. Ngày 29 tháng 3 năm 2018, công ty đã phát hành IPO tại Hoa Kỳ và thu về 2,25 tỷ đô la. iQIYI là một trong năm nền tảng video trực tuyến chiếm thị phần lớn nhất tại Trung Quốc vào năm 2021 (bốn nền tảng còn lại là: Youku, Tencent Video, Mango TV, Bilibili). Nhân dịp kỉ niệm 12 năm tuổi, iQIYI chính thức đổi diện mạo với logo mới.

## Lịch sử hình thành
Ngày 6 tháng 1 năm 2010, Baidu thông báo sẽ thành lập một trang web chuyên phát sóng các video trực tuyến và Cung Vũ sẽ giữ vai trò là Giám đốc điều hành của công ty. Ngày 24 tháng 2, công ty video chính thức công bố thương hiệu tiếng Trung là QIYI (奇艺). Ngày 29 tháng 3, ra mắt phiên bản thử nghiệm QIYI và đến ngày 22 tháng 4, phiên bản chính thức của QIYI đã được phát hành.
Ngày 26 tháng 11 năm 2011, QIYI đổi tên thành IQIYI (爱奇艺) và ra mắt logo mới, đồng thời, tên miền được đổi từ qiyi.com thành iqiyi.com.
Ngày 30 tháng 3 năm 2018, IQIYI đã được niêm yết trên NASDAQ ở Hoa Kỳ.

## Công ty con
| Tên công ty                                         | Ngày thành lập | Người đại diện pháp lý | Nghệ sĩ                                                       |
| Nghệ sĩ                                             | Nghệ sĩ        | Nghệ sĩ                | Nghệ sĩ                                                       |
| --------------------------------------------------- | -------------- | ---------------------- | ------------------------------------------------------------- |
| Công ty TNHH Văn hóa Truyền thông Quả Nhiên Thế Kỷ  | 12-08-2015     | Lưu Đào                | Vương Lâm Khải, Chu Linh Kiệt, Châu Ngạn Thần,Trương Yến Khải |
| Công ty TNHH Văn hóa Truyền thông Ái Đậu Thế Kỷ     | 23-03-2018     | Khương Tân             | NINE PERCENT                                                  |
| Công ty TNHH Văn hóa Truyền thông Ái Đậu Thanh Xuân | 24-04-2019     | Khương Tân             | UNINE, THE9                                                   |
| Bộ phận diễn viên                                   |                |                        |                                                               |
| Công ty TNHH Văn hóa Truyền thông Đức Dạng Ngu Nhạc | 08-04-2020     | Tiết Đan Đan           | Trần Uất Manh, Mã Khải Việt, Khúc Chỉ Hàm, Trương Tuyết Hàm   |
| Phòng Thực phẩm và Đồ uống                          |                |                        |                                                               |
| Công ty TNHH quản lý suất ăn Greif Bắc Kinh         | 09-05-2020     |                        |                                                               |

## Chương trình

### Phim truyền hình / phim chiếu mạng
- Ái Thượng Nam Chủ Bá

- Lệ Sái Trần Duyên

- Gia Đình Kì Dị

- Cuộc Sống Cần Được Bóc Tách

- Dẫn Độ Linh Hồn (Phần 1)
- Thanh Xuân Bất Câu Dụng
- Chàng Kỷ Sư Và Cô Người Máy
- Xin Chào Người Ngoài Hành Tinh
- Hoa Khôi Áo Trắng Và Chân Dài (Phần 1)
- Mùa Hè Kì Diệu
- Người Kế Thừa Đến Từ Các Vì Sao
- Thanh Xuân Bồng Bột Không Ghét Muộn
- Ai Không Có Gì Để Làm

- Hoa Khôi Áo Trắng Và Chân Dài (Phần 2)
- Đạo Quán Thanh Xuân Của Tôi
- Thiếu Niên Chí
- Nữ Giáo Viên Xinh Đẹp Của Tôi
- Tội Tâm Lý
- Ngạo Hồn: Hoạt Tử Nhân
- Phát Minh Đại Sư
- Đạo Mộ Bút Ký
- Nam Thần Chấp Sự Đoàn
- Pandora Trên Bầu Trời Đầy Sao
- Sáp Thế Kỷ Truyền Thuyết: Tứ Kỵ Sĩ
- Cành Oliu Xanh Đỏ
- Cao Thủ Cận Vệ Hoa Khôi (Phần 1)
- Hoa Thiên Cốt
- Thục Sơ Chiến Kỷ: Kiếm Hiệp Truyền Kỳ
- Hết Đường Sống
- Bạn Có Phải Là Một Con Lợn
- Hy Hi Nhạc Viện Ma Pháp: Vụ Nổ Lớn Tình Yêu
- Dẫn Độ Linh Hồn (Phần 2)
- Đói Bụng Đừng Gọi Mẹ: Tẩu Hỏa Nhập Mô
- Thế Thân
- Huynh Đệ Ăn Hại
- Mị Nguyệt Truyền Kỳ: Chiến Quốc Hồng Nhan

- Mị Nguyêt Truyền Kỳ Phiên Ngoại: Chi Trò Chơi Tà Ác
- Thảng Phi Nam Thần
- Chào Anh, Mr.Right Của Em
- Thanh Tú Chi Luyến
- Ngũ Hiệp Biến Hóa
- Lực Lượng Thần Bí
- Xuyên Việt Mê Đoàn
- Nếu Như Tôi Có Siêu Năng Lực
- Đừng Đọc Truyện Ma Trước Khi Ngủ
- Nam Thần Siêu Năng Của Tôi
- Điều Tuyệt Vời Nhất Của Chúng Ta
- Ái Tình Thập Tự Lộ Khẩu
- Hunh Đệ Ăn Hại 4
- Tội Phạm Còn Lại (Phần 1)
- Cô Bạn Trần Bạch Lộ
- Tội Phạm Còn Lại (Phần 2)
- Nhà Nghỉ Thanh Niên
- Thanh Kiếm Hỗn Loạn
- Phạm Tội Sư
- Cao Thủ Cận Vệ Của Hoa Khôi (Phần 2)
- Cao Thủ Cận Vệ Của Hoa Khôi (Phần 3)
- Theo Đuổi Tình Yêu
- Cao Thủ Cận Vệ Của Hoa Khôi (Phần 4)
- Lão Công Ngu Ngốc Của Tôi
- Họa Giang Hồ: Bất Lương Nhân (Phần 1)
- Bạo Tiếu Mãn Ốc
- Ta Không Phải Yêu Quái
- Mao Ngưu Tuế Nguyệt
- Ải Mỹ Nhân (Phần 1)
- Thân Mến, Tiến Về Phía Trước
- Dẫn Độ Linh Hồn (Phần 3)
- Ải Mỹ Nhân (Phần 2)
- Yêu Xuất Trường An
- Nguyệt Minh Tam Canh
- Mỗi Người Đều Có Bí Mật
- Họa Giang Hồ: Bất Lương Nhân (Phần 2)
- Võng Thương
- Ải Mỹ Nhân (Phần 3)
- Minh Tinh Chí Nguyện (Phần 1)
- Liệu Thương Khách Sạn
- Vô Gian Đạo (Phần 1)

- Không Thể Không Yêu
- Minh Tinh Chí Nguyện (Phần 2)
- Dạ Hành Nhân (Phần 1)
- Hành Trình Tìm Lại Tiền Thế (Phần 1)
- Tình Yêu Trực Tuyến
- Hành Trình Tìm Lại Tiền Thế (Phần 2)
- Phía Trên Đỉnh Mây
- Tài Tử Khoái Bào
- Vô Gian Đạo (Phần 2)
- Dạ Hành Nhân (Phần 2)
- Hoàn Bảo Tiểu Tinh Linh: Nguyên Tố Chiến Linh
- Vô Gian Đạo (Phần 3)
- Vui Lòng, Đừng Hắc Tôi
- Nằm Ngầm
- Dị Năng Lục: Trai Minh Quỷ Án
- Quả Bí Mật
- Hoa Gian Đề Hồ Phương Đại Trù (Phần 1)
- Cơ Quan Thám Tử Cũ
- Nằm Ngầm (Phần 2)
- Ma Lạt Bá Chủ
- Thương Hải Nhất Túc
- Giả Phượng Hư Hoàng (Phần 1)
- Đảo Mật Nguyệt
- Nhất Lộ Hướng Tây
- Đồ Ăn Hại 5 (Thái Lan)
- Hoa Gian Đề Hồ Phương Đại Trù (Phần 2)
- Ám Đồ
- Biển Lớn Ở Phía Đông
- Tư Mỹ Nhân: Hậu Duệ Sơn Quỷ
- Đại Sư Tìm Người
- Chung Cực Tam Quốc
- Manh Hiệp Đại Luật Sư
- Ma Thổi Đèn: Mục Dã Quỷ Sự (Phần 1)
- Teakwondo Và Múa Bụng
- Đại Anh Hùng
- Đại Bồng Xa
- Hà Thần
- Manh Hiệp Đại Luật Sư (Phần 2)
- Bật Thầy Hóa Trang
- Ma Thổi Đèn: Mục Dã Quỷ Sự (Phần 2)
- Người Đàn Ông Kì Quái Trong Nhà
- Thông Thiên Địch Nhân Kiệt
- Thần Bổ Đại Thanh
- Không Bằng Chứng
- Cao Năng Y Thiếu
- Yêu Anh Một Vạn Năm
- Thiên Lệ Truyền Kỳ: Chi Phượng Hoàng Vô Song
- Truyền Thông Để Tôi Yên
- Giả Phượng Hư Hoàng (Phần 2)
- Cầu Vồng Lúc Ba Giờ Chiều
- Tiệm Long Phượng Truyền Kỳ
- Xin Chào Người Ấy
- Mary Sue & Jack Sue
- Hải Thượng Mục Vân Ký
- Giả Phượng Hư Hoàng (Phần 3)
- Tiệm Long Phượng Truyền Kỳ (Phần 2)
- Mộc Mộc Xuyên
- Tề Công Trừ Quỷ
- Thực Tập Sinh Pháp Y

- Tiệm Long Phượng Truyền Kỳ (Phần 3)
- Học Viện Phong Thần
- Ông Bố Ăn Chay
- Thập Lý Đào Hoa Hậu Truyện
- Vi Quý Phi Truyền Kỳ
- Phi Thường Tháp Đáng
- Yêu Con Mèo Của Tôi
- Phiêu Hương Kiếm Vũ
- Bán Yêu Hoàng Đế
- Nhất Lộ Phồn Hoa Tương Tống Phiên Ngoại
- Thám Tử Tu Sĩ
- Long Thám
- Đối Tác Trong Mơ
- Thanh Xuân Mang Tên Em
- Sự Lôi Cuốn Của Phẩu Thuật Thẩm Mỹ
- Hải Khắc Tinh
- Ông Bố Ăn Chay (Phần 2)
- Yêu Thần Tượng (Phần 1)
- Thần Bổ Đại Thanh (Phần 2)
- Lần Thứ Hai Thức Tỉnh
- Sứ Mệnh Quân Nhân
- Vua Mạo Hiểm Vương Tư Lý: Chi Ly Nhân
- Cố Lên! Tô Điểm Điểm
- Công Ty Siêu Năng Lượng Tuyệt Vời
- Vận Mệnh Trong Tay
- Siêu Năng Mộng Ảo
- Vua Mạo Hiểm Vương Tư Lý: Lam Huyết Nhân
- Quốc Dân An Bảo Quan: Tuyệt Mệnh Hộ Vệ
- Bong Bóng Mùa Hè
- Vua Mạo Hiểm Vương Tư Lý: Vô Danh Phát
- Nhiệt Huyết Bóng Rổ
- Huyền Môn Đại Sư
- Bạn Học 200 Triệu Tuổi
- Truy Tìm Hung Thủ (Phần 1)
- Chung Kì Tróc Yêu Ký
- Tổ Tông Thân Yêu Của Tôi
- Vì Em Anh Nguyện Yêu Cả Thế Giới
- Vân Tịch Truyện
- Vua Bóng Đá
- Học Viện Ma Pháp Chi Ma Pháp Thiếu Niên
- Nhiệt Huyết Trung Học
- Trở Lại Tuổi 20
- Thiên Kê Chi Bạch Xà Truyền Thuyết
- Cố Lên! Tô Điểm Điểm (Phần 2)
- Đợi Em Trong Tháng Năm Dài Đằng Đẳng
- Tôi Và Người Hai Mặt
- Diên Hi Công Lược
- Tiệm Bánh Không Lo Lắng
- Cô Gái Bé Bỏng
- Bạn Gái Thích Khách Của Trẫm
- Chú Chó Thám Tử Dễ Thương
- Cẩn Thận Kẻo Bị Nuốt Chửng Đấy
- Băng Hỏa Kỳ Duyên
- Giải Cứu Thực Thần
- Giáo Hoa Đóa Đóa Sủng Thượng Ẩn
- Người Bất Tử
- Điều Hương Sư (Phần 2)
- Câu Chuyện Khởi Nghiệp
- Hạnh Phúc Là Tốt Nhất
- Chờ Tới Khi Khói Mưa Ấm Áp
- Hoa Cảm Tử Cuối Cùng Cũng Nở
- Phóng Viên Báo Lá Cải
- Siêu Cấp Mã Lệ
- Người Tình Xa Lạ
- Không Thể Đọc Lại
- Hộ Hoa Cao Thủ Tại Đô Thị
- Minh Hồng Truyện
- Ba Lần Thăng Cấp Chi
- Chờ Tới Khi Khói Mưa Ấm Áp (Phần 2)
- Anh Trai Của Tôi Trong Đội Bơi Lội
- Vận Mệnh Đổi Thay
- Nụ Hôn Không Sét Đánh
- Tô Mạt Nhi Truyền Kỳ
- Nghịch Thanh Xuân (Phần 1)
- Chờ Tới Khi Khói Mưa Ấm Áp (Phần 3)
- Quy Tắc Nhân Gian (Phần 1)
- Năng Tư Tỷ Muội
- Hãn Thành
- Lớp Học Ấy
- Đường Chuyên
- Cẩn Thận, Tôi Muốn Phóng To
- Cuộc Sống Khoái Lạc Của Dương Quang: Phẩm Cách Thân Sĩ
- Quỷ Cốc Môn: Thận Thế Hạo Kiếp
- Y Phi Khó Giữ (Phần 1)
- Lâu Đài Vàng Của Tình Yêu
- Quy Tắc Nhân Gian (Phần 2)
- Bởi Vì Anh Yêu Em
- Tiểu Ca Ca Xấu Xa
- Con Đầu To, Bố Đầu Nhỏ
- Sóng Gió Cuộc Đời
- Trai Xú Vô Diễm
- Thủ Hộ Thần: Điều Tra Bảo Hiểm
- Thời Gian Dạy Anh Cách Yêu Em
- Hoa Dạng Thiên Hải
- Hy Ẩn Giang Hồ
- Nguồn Gốc Tội Lỗi
- Thần Sơn Học Uyển
- Bí Mật Không Thể Nói Ra

- Ký Ức Độc Quyền
- Trấn Linh Công Lược (Phần 1)
- Thiên Kim Háo Sắc
- Hạo Lan Truyện
- Thiếu Lâm Tiểu Anh Hùng
- Hoàng Hậu Cô Đơn
- Ghi Chú Rải Rác
- Kẹo Cao Su Tình Yêu (Phần 1)
- Chuyện Tình Trôi Về Phương Bắc
- Tôi Có Nhiều Khả Năng Hơn (Phần 1, 2)
- Hoàng Kim Đồng
- Trấn Linh Công Lược (Phần 2)
- Quỷ Sử Thần Việc
- Nữ Thần Cuối Cùng
- Yêu Phải Chàng Trai Sao Bắc Đẩu
- Đệ Nhất Mai Mối
- Đại Tống Bắc Đẩu Tư
- Thám Tử 314
- Khi Người Cá Yêu (Phần 1)
- Kẹo Cao Su Tình Yêu (Phần 2)
- Ngôi Sao Sáng Nhất Bầu Trời Đêm
- Tân Bạch Nương Tử Truyền Kỳ
- Khi Người Cá Yêu (Phần 2)
- Thần Dương
- Yêu Em, Người Chữa Lành Vết Thương Cho Anh
- Lịch Sử Cái Chết Của Tội Lỗi
- Thiên Lang
- Hành Động Phá Băng
- Đứng Dưới Góc Nhìn Của Bạn Nhìn Tôi (Phần 1)
- Bạch Phát
- Công Chúa Ngoài Hành Tinh
- Tước Tích: Lâm Giới Thiên Hạ
- Nhất Hướng Vô Tiền
- Cục Quản Lý Động Vật
- Bí Mật Từ Tương Lai
- Manh Thám Tra Án
- Anh Hùng Cái Thế Của Tôi (Phần 1, 2)
- Truy Cầu
- Bạn Trai Bạch Kình Của Tôi (Phần 1, 2)
- Đứng Dưới Góc Nhìn Của Bạn Nhìn Tôi (Phần 2)
- Thần Thám Kha Thần
- Học Viện Ma Pháp: Lục Đại Linh Bài
- Thần Khuyển Tiểu Thất 3
- Hey, Khách Sạn
- Rất Vui Được Gặp Em UFO
- Siêu Cấp Ngoạn Gia
- Tạm Biệt, Tương Lai
- Xin Hãy Cho Tôi Một Đôi Cánh
- Thiếu Niên Giang Hồ Vật Ngữ
- Thần Tịch Duyên
- Đội Cứu Hộ Hải Đảo
- Thất Nguyệt Và An Sinh
- Vô Chủ Chi Thành
- Cô Nàng Ván Trượt Của Tôi (Phần 1)
- Chỉ Có Sắc Đẹp Không Thể Phụ
- Trường Quân Đội Liệt Hỏa
- Thượng Đạo
- Mưu Ái Thượng Ẩn
- Cô Nàng Ván Trượt Của Tôi (Phần 2)
- Đản Hoàng Nhân
- Trước Sau Vẹn Toàn
- Tượng Hạn Chi Nhãn
- Chàng Trai Mạc Cách Ly Của Tôi
- Hồi Kết Của Kẻ Làm Tiền Giả
- Sự Lãng Mạn Nguy Hiểm
- Tương Lai Em Đợi Anh
- Nắng Ban Mai Ấm Áp
- Viện Dưỡng Lão Thất Tình
- Thiếu Niên Phi Hành
- Nam Nữ Chung Phòng (Phần 1)
- Thế Giới Nợ Tôi Một Mối Tình Đầu
- Môn Phong Truyện
- Không Phụ Thời Gian
- Nam Nữ Chung Phòng (Phần 2)
- Thục Hán Tửu Lâu
- Nhiệt Huyết Thiếu Niên
- Thủy Mặc Nhân Sinh
- Cuộc Sống Xuống Tay Với Tôi
- Quyến Luyến Giang Hồ
- Cô Gái Nhìn Thấy Mùi Hương
- Cuộc Sống Ở Ký Túc Xá Đại Học
- Thuở Xưa Có Ngọn Núi Linh Kiếm
- Pháp Y Tâm Linh
- Nửa Thành Hửng Nắng Nửa Thành Mưa
- Dư Khánh Niên
- Thanh Xuân Không Dừng Lại
- Thiên Cơ Thập Nhị Cung
- Kiếm Vương Triều
- Đôi Mắt Thiên Thần (Phần 1)
- Thiếu Nữ Tỏa Sáng
- Cẩm Y Chi Hạ
- Thanh Xuân, Chúng Ta Không Giống Nhau
- Anh Em Nhà Bên Rất Hòa Thuận
- Nghịch Thanh Xuân (Phần 2)
- Đôi Mắt Thiên Thần (Phần 2)

- Thám Tử Phố Tàu
- Tân Tuyệt Đại Song Kiêu
- Thiếu Nữ Tinh Nghịch
- Nhất Lộ Hướng Noãn (Always Warm) (Phần 1)
- Y Phi Khó Giữ (Phần 2)
- Chung Cư Tình Yêu 5
- Đôi Mắt Thiên Thần (Phần 3)
- Nhất Lộ Hướng Noãn (Always Warm) (Phần 2)
- Đại Chúa Tể
- Trận Chiến Ẩm Thực Tuyệt Vời (Phần 1)
- Thiếu Chủ Đi Chậm Thôi
- Đại Đường Nữ Pháp Y
- Ai Cũng Khao Khát Được gặp Em
- Lưỡng Thế Hoan
- Yêu Chàng Đầu Bếp Nhà Bên
- Y Phi Khó Giữ (Phần 3)
- Vũ Khí Sắc Đẹp (Danger Of Her)
- Vô Tâm Pháp Sư 3
- Kẻ Săn Đuổi Trái Tim
- Kim Đao Bí Vệ: Họa Mỹ Nhân
- Sinh Vật Không Xác Định
- Truy Tìm Hung Thủ
- Trận Chiến Ẩm Thực Tuyệt Vời (Phần 2)
- Bên Tóc Mai Không Phải Hải Đường Hồng
- Công Tử, Ta Cưới Chàng Chắc Rồi
- Dân Quốc Kỳ Thám
- Cô Ấy Không Hoàn Mỹ
- Năm Thành Hóa Thứ Mười Bốn
- Anh Yêu Em
- Tôi Là Dư Hoan Thủy
- Hiện Trường Hung Án
- Báo Cáo Vương Gia, Vương Phi Là Một Con Mèo
- Hồ Môn Bí Sự (Phần 2)
- Thiên Tỉnh Chi Lộ
- Hoa Bỉ Ngạn
- Cậu Ngồi Bên Phải Tôi
- Đặc Án Truy Tập
- Giám Mặc Tầm Từ
- Đại Thần Hầu
- Trường Tương Thủ
- Nhiệm Vụ Đặc Biệt
- Học Bá Ngoài Hành Tinh (Phần 1)
- Bạo Tẩu Vũ Lâm Học Viện
- Nguyệt Thượng Trùng Hỏa
- Dưới Lớp Da
- Đạo Đạn Tinh Binh Thành Trường Ký
- Trò Chơi 10 Ngày
- Học Bá Ngoài Hành Tinh (Phần 2)
- Bản Sắc Giai Nhân
- Trách Em Quá Xinh Đẹp
- Dân Sơ Kỳ Nhân Truyện
- Mỹ Nhân Mộ Bạch Thủ
- Nguyện Ta Như Sao Chàng Như Trăng
- Góc Khuất Bí Mật
- Học Viện Ma Pháp 4: Kim Trì Tộc
- Trái Đất Đỏ Mặt Rồi
- Hà Thần 2
- Thiên Vũ Kỷ
- Người Bạn Hư Hỏng Thân Nhất
- Chiến Độc
- Thế Gả Y Nữ
- Tất Cả Là Vì Em
- Hẹn Ước Bay Cao
- Trùng Khởi: Cực Hải Thính Lôi (Phần 1)
- Này, Tôi Là Bạn Trai Vi Đường Của Bạn
- Thư Sinh Xinh Đẹp
- Trái Tim Rung Động Của Tiểu Tỷ Tỷ (Phần 1)
- Một Khúc Gỗ (Phần 1)
- Chúng Ta Đáng Yêu Như Thế
- Chế Độ Máy Bay Tình Yêu (Phần 1)
- Thanh Xuân Ấm Áp
- Dược Vương Đại Nhân Thân Yêu
- Đánh Thức Siêu Cường
- Một Khúc Gỗ (Phần 2)
- Chế Độ Máy Bay Tình Yêu (Phần 2)
- Thật Ra Anh Ấy Không Yêu Bạn Đến Thế
- Phi Thường Mục Kích
- Người Bạn Kỳ Quái Của Tôi
- Thời Gian Của Chúng Ta
- Thiếu Nữ Mang Khôi Giáp
- Hoa Nở Ngày Nắng (Phần 1)
- Ba Lần Gả Trêu Gẹo Lòng Quân
- Trái Tim Rung Động Của Tiểu Tỷ Tỷ (Phần 2)
- Kiếp Nạn Khó Tránh
- Âm Mưu
- Trùng Khởi: Cực Hải Thính Lôi (Phần 2)
- Hoa Nở Ngày Nắng (Phần 2)
- Thiên Địa Thương Mang
- Chân Tướng Trầm Mặc
- Phượng Lệ Cửu Thiên
- Yêu Nhau Đi, Thực Mộng Quân
- Thanh Xuân Vô Địch
- Thực Tập Sinh Khách Sạn
- Ẩn Chiến
- Lớp Học Ấy (Phần 2)
- Minh Nguyệt Từng Chiếu Giang Đông Hàn
- Lớp Học Ấy (Phần 3)
- Tình Cờ Yêu Em
- Thám Tử Ngữ Lục
- Kỳ Hồn
- Như Ý Phương Phi
- Manh Hiệp Đại Luật Sư 2020 (Hồng Kông)
- Không Sao, Là Thanh Xuân A
- Người Tình Vượt Thời Gian
- Thanh Xuân Sáng Thế Kỷ
- Nửa Là Đường Mật, Nửa Là Đau Thương
- Lang Điện Hạ
- Tình Thâm Duyên Khởi
- Thợ Săn Tâm Thạch
- Áo Môn Vãn Sự
- Khuynh Thế Cẩm Lâm Cốc Vũ Lai
- Cảnh Sát Kung Fu
- Yêu Phải Nàng Mèo Tinh
- Chung Cực Bút Ký
- Cuộc Sống Ở Lục Phiến Môn Của Ta
- Trắng Đen Sáng Tỏ
- Chuyên Gia Phá Án
- Sự Dụ Hoặc Của Tổng Tài
- Tiểu Nữ Trèo Nhà Lật Ngói

- Thiếu Niên Như Ca
- Linh Vực
- Hạ Tiên Sinh Lưu Luyến Không Quên
- Khúc Biến Tấu Ánh Trăng
- Thời Gian Và Em Biệt Lai Vô Dạng
- Quân Trang Thân Yêu
- Một Ngày Biến Thành Em
- Cũng Chỉ Là Hạt Bụi
- Meo, Hãy Cầu Nguyện
- Hãy Yêu Nhau Dưới Ánh Trăng Tròn
- Hóa Ra Em Rất Yêu Anh
- Thời Gian Lương Thần Mỹ Cảnh
- Cảnh Sát Hình Sự: Hành Động Hải Ngoại
- Tình Yêu Tuần Hoàn
- Vận Mệnh Kỳ Diệu
- Châu Sinh Như Cố
- Một Đời Một Kiếp
- Nha Hoàn Này Ta Không Dùng Được
- Làm Trái Tim Em Mỉm Cười
- Khi Tình Yêu Gặp Nhà Khoa Học
- Công Tử Khuynh Thành
- Người Yêu Đầy Mị Lực Của Tôi
- Này! Đại Sự Của Cậu Thật Tuyệt Vời
- Sương Mù Đình Bát Giác
- Trời Không Mưa Trên Vùng Đất Vô Thần
- Nguyện Vọng Trí Mạng
- Vận Mệnh Hoa Sơn Trà Của Hứa Thuần Thuần
- Đương Gia Chủ Mẫu

### Chương trình tạp kỹ
- Chào Bạn Cùng Phòng
- Trò Chơi 10 Ngày
- Thiếu Niên Như Ca
- UNINE Bomba
- The Rap Of China
- Idol Hits
- Mr. Housework (Mùa 1)
- Mr. Housework (Mùa 2)
- Mr. Housework (Mùa 3)
- Idol Producer
- Cười Lên Hahaha
- Sing Tour
- Thích Anh, Em Cũng Vậy
- Thích Anh, Em Cũng Vậy (Mùa 2)
- Cửa Hàng Lướt Sóng Mùa Hè
- Thực Quang Kỳ Diệu
- Game Of Shark
- Kỳ Ba Thuyết
- Tỷ Tỷ Đói Rồi
- Her Flower Store
- Sweet On
- Theatre For Living
- Tôi Là Ca Sĩ Sáng Tác
- Tôi Muốn Cuộc Sống Như Vậy
- Tội Lỗi Không Chứng Cứ (Burning Ice)
- Theo Đuổi Giấc Mơ
- Xiaosong Pedia
- Mùa Hè Của Ban Nhạc (Mùa 1)
- Mùa Hè Của Ban Nhạc (Mùa 2)
- Phẩm Cách Diễn Viên (I Actor)
- Phẩm Cách Diễn Viên (I Actor) (Mùa 2)
- Đối Tác Trào Lưu
- Đối Tác Trào Lưu (Mùa 2)
- Nhiệt Huyết Nhóm Nhảy Đường Phố
- Sân Khấu Bùng Nổ
- Câu Lạc Bộ Bánh Ngọt Nam Tử
- Manh Thám Tra Án
- Robo Master
- Light On
- Trần Tường 6h30
- Thanh Xuân Có Bạn (Mùa 1)
- Thanh Xuân Có Bạn (Mùa 2)
- Thanh Xuân Có Bạn (Mùa 3)
- Flower Road
- Bữa Tiệc Đặc Biệt
- Vũ Đạo Sinh
- Girls Planet 999